# امبرتو بوسی
امبرتو بوسی (ایتالیایی: Umberto Bossi؛ زادهٔ ۱۹ سپتامبر ۱۹۴۱) سیاستمدار اهل ایتالیا است. وی رهبر پیشین لگا نورد است که حزب سیاسی فدرالیست و ناحیه‌گرای ایتالیایی است که حامی خودمختاری و استقلال بیشتر منطقه‌ای، خصوصاً برای نواحی شمال ایتالیا یا پادانیا است.
بوسیو به خاطر اختلاس صدها هزار یورو از بودجه عمومی کشور، در ماه ژوئیه ۲۰۱۷ به دو سال و شش ماه حبس محکوم شد.

## زندگی شخصی
او با مانوئلا ماررون ازدواج کرده و دارای چهار پسر است.